# Segestria ruficeps
Segestria ruficeps là một loài nhện trong họ Segestriidae.
Loài này thuộc chi Segestria. Segestria ruficeps được Félix Édouard Guérin-Méneville miêu tả năm 1832.